# Cheikh Bader
Cheikh Bader (الشيخ بدر, ou Sheîkh Bader) est une ville de la côte à l'ouest de la Syrie qui fait partie du gouvernorat de Tartous et du district de Cheikh Bader. Sa population était de 47 982 habitants en 2008.
La localité a accédé au rang de ville en 1970. Elle est peuplée surtout d'Alaouites. C'est une localité de la tribu prestigieuse des Bechargas qui ont été ici parmi les premiers à lutter contre le mandataire français. Ce qui explique que beaucoup d'officiers supérieurs de l'armée syrienne sont originaires de cette ville.

## Personnalité liée à la ville
- Saleh al-Ali, chef de la révolte alaouite de 1919 contre la France. Une statue de Saleh al-Ali est érigée dans la ville de Cheikh Bader ; il est considéré comme  le « premier révolutionnaire syrien , selon l’histoire officielle »[5]. Un festival artistique porte son nom dans la ville[6], festival qui décerne notamment des prix littéraires, Saleh al-Ali ayant fait œuvre de poète[7].